# Spitz (Niederösterreich)

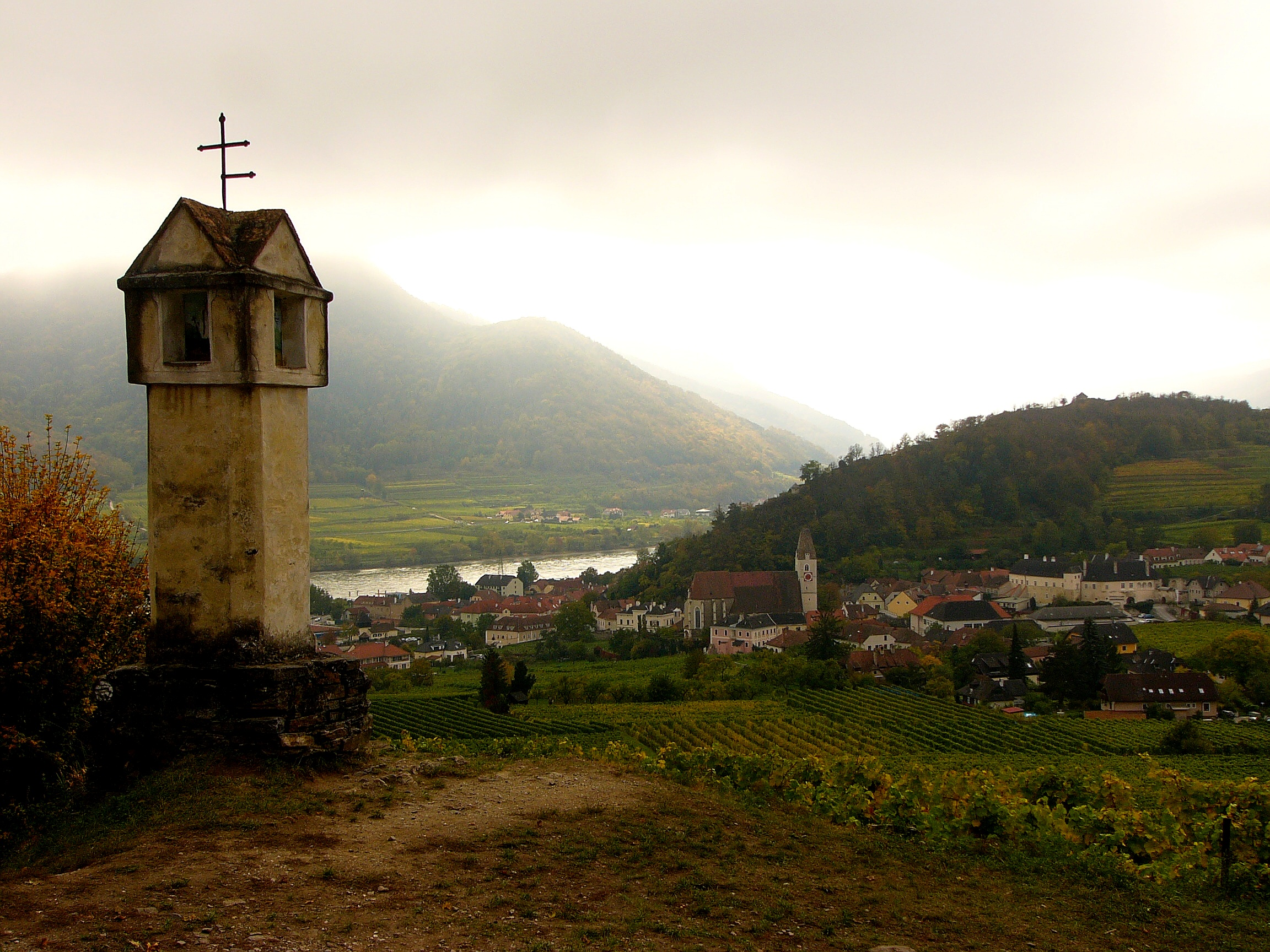
Der Ortskern von Spitz durch das „Rote Tor“ gesehen

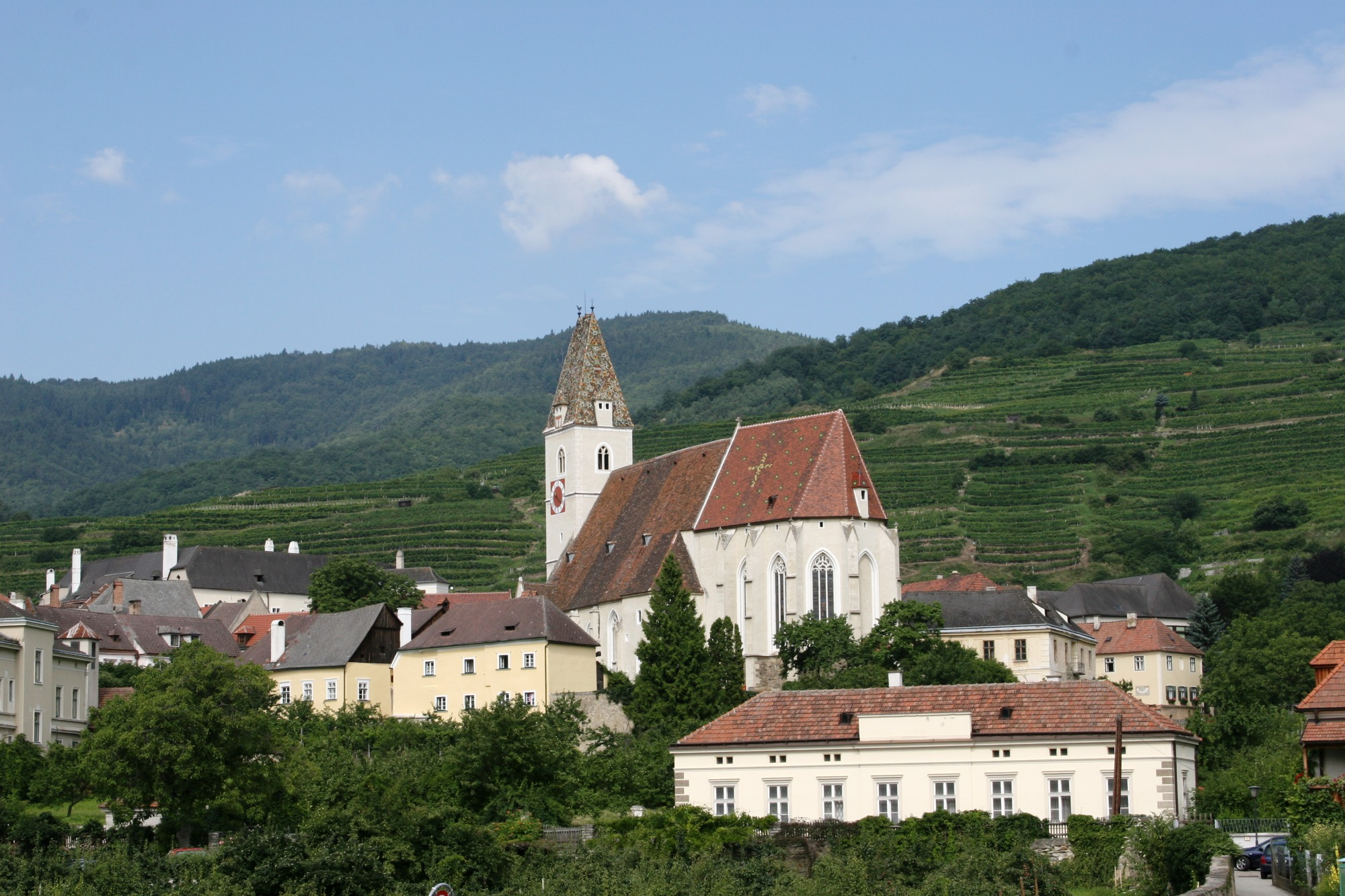
Spitz mit Pfarrkirche

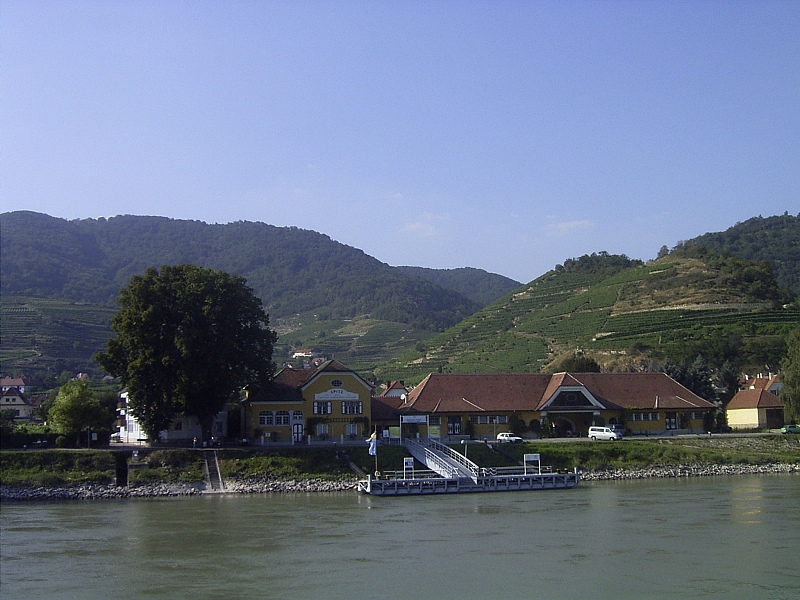
Am Donauufer in Spitz

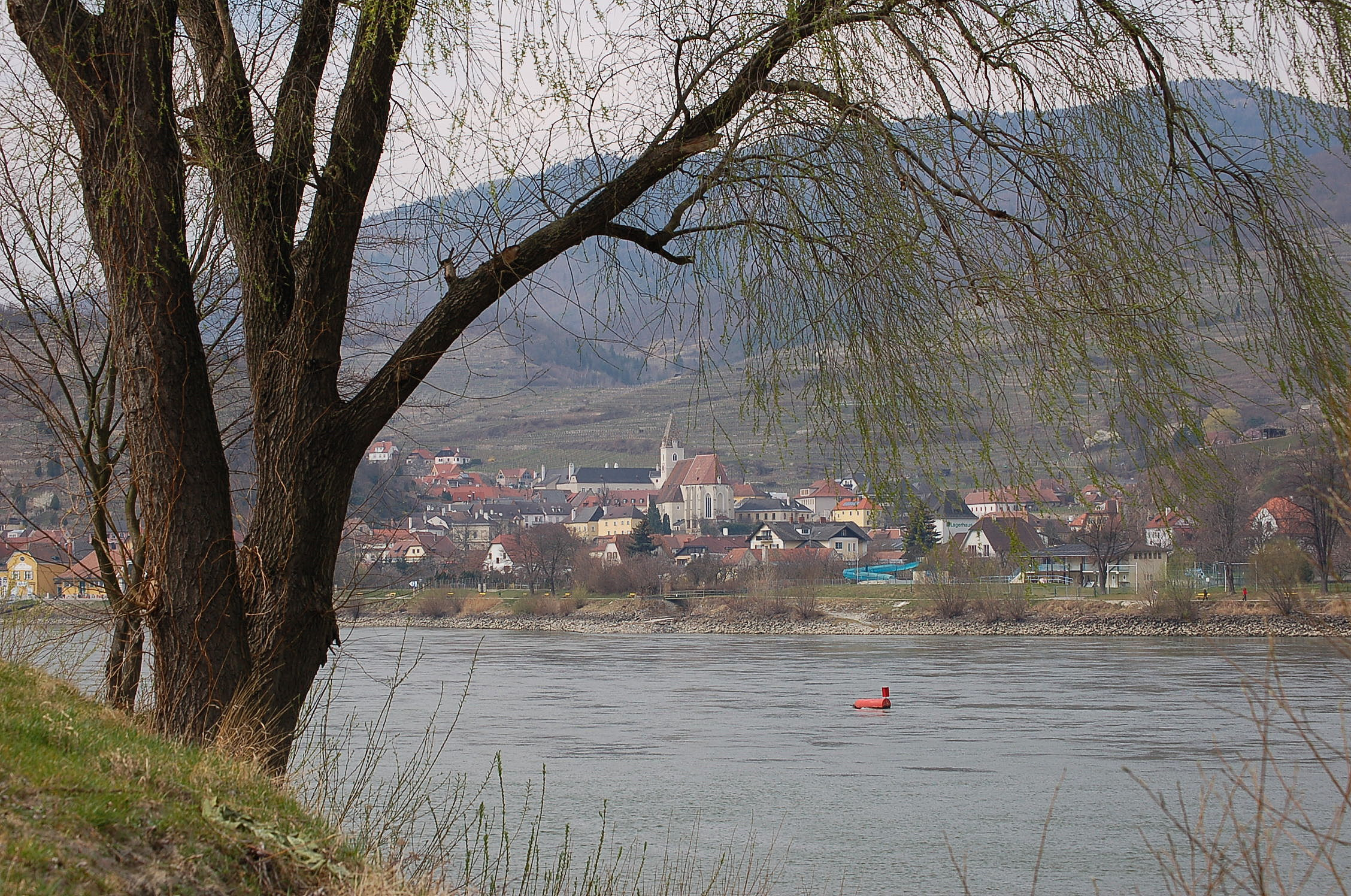
Ansicht vom gegenüberliegenden Donauufer

Spitz ist eine Marktgemeinde im Weltkulturerbe Wachau mit 1526 Einwohnern (Stand 1. Jänner 2025) im Bezirk Krems-Land in Niederösterreich.

## Geografie

### Geografische Lage
Spitz liegt am orographisch linken Donauufer im Waldviertel Niederösterreichs. Die Fläche der Marktgemeinde umfasst 23,83 Quadratkilometer. 69,21 Prozent der Fläche sind bewaldet. In Spitz mündet der durch den Spitzer Graben fließende Spitzer Bach in die Donau.

### Gemeindegliederung
Das Gemeindegebiet umfasst folgende vier Ortschaften (in Klammern Einwohnerzahl Stand 1. Jänner 2025):
- Gut am Steg (141)
- Schwallenbach (115)
- Spitz (1150) samt Laaben, Mieslingtal, Radlbach und Zornberg
- Vießling (120)

Die Gemeinde besteht aus den Katastralgemeinden Gut am Steg, Schwallenbach, Spitz und Vießling.

### Nachbargemeinden
| Mühldorf                 | Weinzierl am Walde                          | Weißenkirchen in der Wachau |
|                          | Kompassrose, die auf Nachbargemeinden zeigt | Rossatz-Arnsdorf            |
| Maria Laach am Jauerling | Aggsbach                                    |                             |

## Geschichte
Das Gebiet um die heutige Marktgemeinde gehörte von 812 bis 1504 dem Kloster Niederaltaich und war lange Zeit eine bayerische Enklave in Österreich. Es handelte sich dabei um eine Schenkung Karl des Großen an das Kloster, die von seinem Enkel, Ludwig dem Deutschen, 830 urkundlich bestätigt wurde.
Der Name Spitz findet sich erstmalig in der Conversio Bagoariorum et Carantanorum des Erzbistums Salzburg. Demnach weihte Erzbischof Adalwin 865 „ad Spizzun“ die Margaretenkapelle, die heutige Pfarrkirche zur Heiligen Margareta in Niederranna. 1347 wird erstmalig das Marktrecht des Ortes urkundlich dokumentiert.
1504 wurde Spitz von den bayerischen Herzögen an den damaligen König und späteren Kaiser Maximilian I. als Gegenleistung für dessen Vermittlung im Landshuter Erbfolgekrieg abgetreten. Dieser veräußerte die Herrschaft 1507 schließlich als freies Eigen an seinen Hofmeister, Eitel Friedrich II. von Hohenzollern. Durch weitere Verkäufe war Spitz erst im Besitz der protestantischen Familie Kirchberg von Kirchberger (1518–1575) sowie anschließend im Besitz der ursprünglich ebenfalls lutherischen Grafen von Kuefstein (1590–1646). In dieser Zeit war Spitz ein regionales Zentrum der Reformation. 1613 ließ Hans Lorenz II. von Kuefstein eine evangelische Kirche und den heute noch vorhandenen Pastorenturm auf dem Friedhof errichten. Erst mit der Gegenreformation und der Konversion der Familie von Kuefstein zum katholischen Glauben änderte sich dieser Umstand, wenngleich nur langsam: 1654 wurden unter den Spitzer Einwohnern noch 823 Anhänger Luthers angegeben.
Während des Dreißigjährigen Krieges kam es mehrfach zu Plünderungen und verheerenden Bränden. 1620 brannten kaiserliche Truppen den Markt nieder, 1645 schwedische Söldner.
Zwischen Mitte Juli 1944 und Ende April 1945 wurden vom im Ort ansässigen Bauunternehmen Fritz Steiner ungarische Juden, darunter auch Frauen und Kinder, als Zwangsarbeiter für die Herstellung von Fertigteilen für Behelfsheime eingesetzt. Im Oktober 1944 teilte Baumeister Fritz Steiner mit, dass es mit den eingesetzten Juden keine schlechten Erfahrungen gäbe und die Arbeitsleistung durchwegs die Leistung der anderen ausländischen Arbeitskräfte erreiche.

### Einwohnerentwicklung
| Spitz: Einwohnerzahlen von 1869 bis 2025            | Spitz: Einwohnerzahlen von 1869 bis 2025 | Spitz: Einwohnerzahlen von 1869 bis 2025 | Spitz: Einwohnerzahlen von 1869 bis 2025 | Spitz: Einwohnerzahlen von 1869 bis 2025 |
| --------------------------------------------------- | ---------------------------------------- | ---------------------------------------- | ---------------------------------------- | ---------------------------------------- |
| Jahr                                                |                                          |                                          |                                          | Einwohner                                |
| 1869                                                | 1869                                     |                                          | 2.087                                    | 2.087                                    |
| 1880                                                | 1880                                     |                                          | 2.224                                    | 2.224                                    |
| 1890                                                | 1890                                     |                                          | 2.219                                    | 2.219                                    |
| 1900                                                | 1900                                     |                                          | 2.354                                    | 2.354                                    |
| 1910                                                | 1910                                     |                                          | 2.355                                    | 2.355                                    |
| 1923                                                | 1923                                     |                                          | 2.173                                    | 2.173                                    |
| 1934                                                | 1934                                     |                                          | 2.141                                    | 2.141                                    |
| 1939                                                | 1939                                     |                                          | 2.170                                    | 2.170                                    |
| 1951                                                | 1951                                     |                                          | 2.232                                    | 2.232                                    |
| 1961                                                | 1961                                     |                                          | 2.149                                    | 2.149                                    |
| 1971                                                | 1971                                     |                                          | 2.134                                    | 2.134                                    |
| 1981                                                | 1981                                     |                                          | 2.025                                    | 2.025                                    |
| 1991                                                | 1991                                     |                                          | 1.931                                    | 1.931                                    |
| 2001                                                | 2001                                     |                                          | 1.769                                    | 1.769                                    |
| 2011                                                | 2011                                     |                                          | 1.680                                    | 1.680                                    |
| 2021                                                | 2021                                     |                                          | 1.542                                    | 1.542                                    |
| 2025                                                | 2025                                     |                                          | 1.526                                    | 1.526                                    |
| Quelle(n): Statistik Austria, Gebietsstand 1.1.2021 |                                          |                                          |                                          |                                          |

## Kultur und Sehenswürdigkeiten
- Liste der denkmalgeschützten Objekte in Spitz

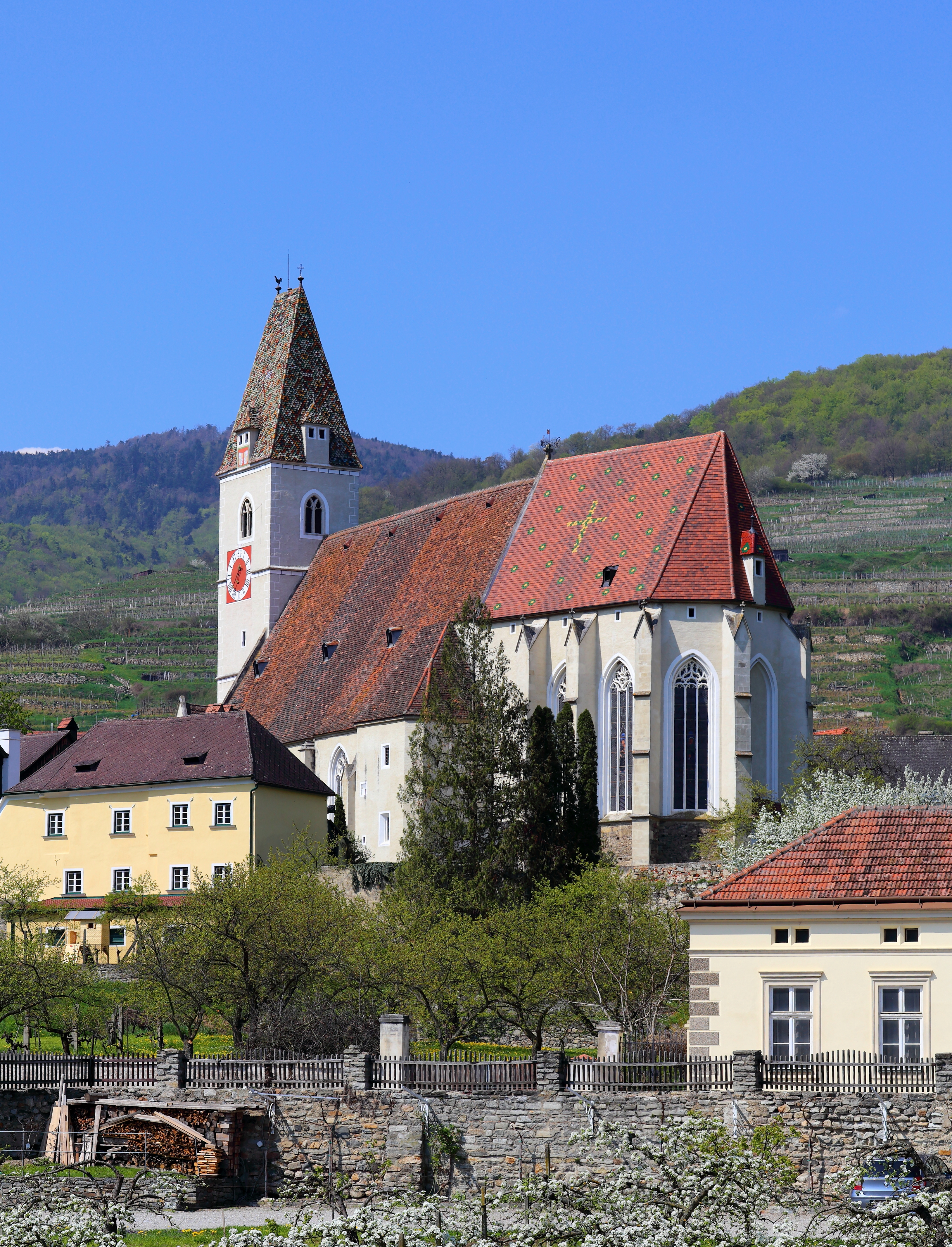
Spätgotische Pfarrkirche

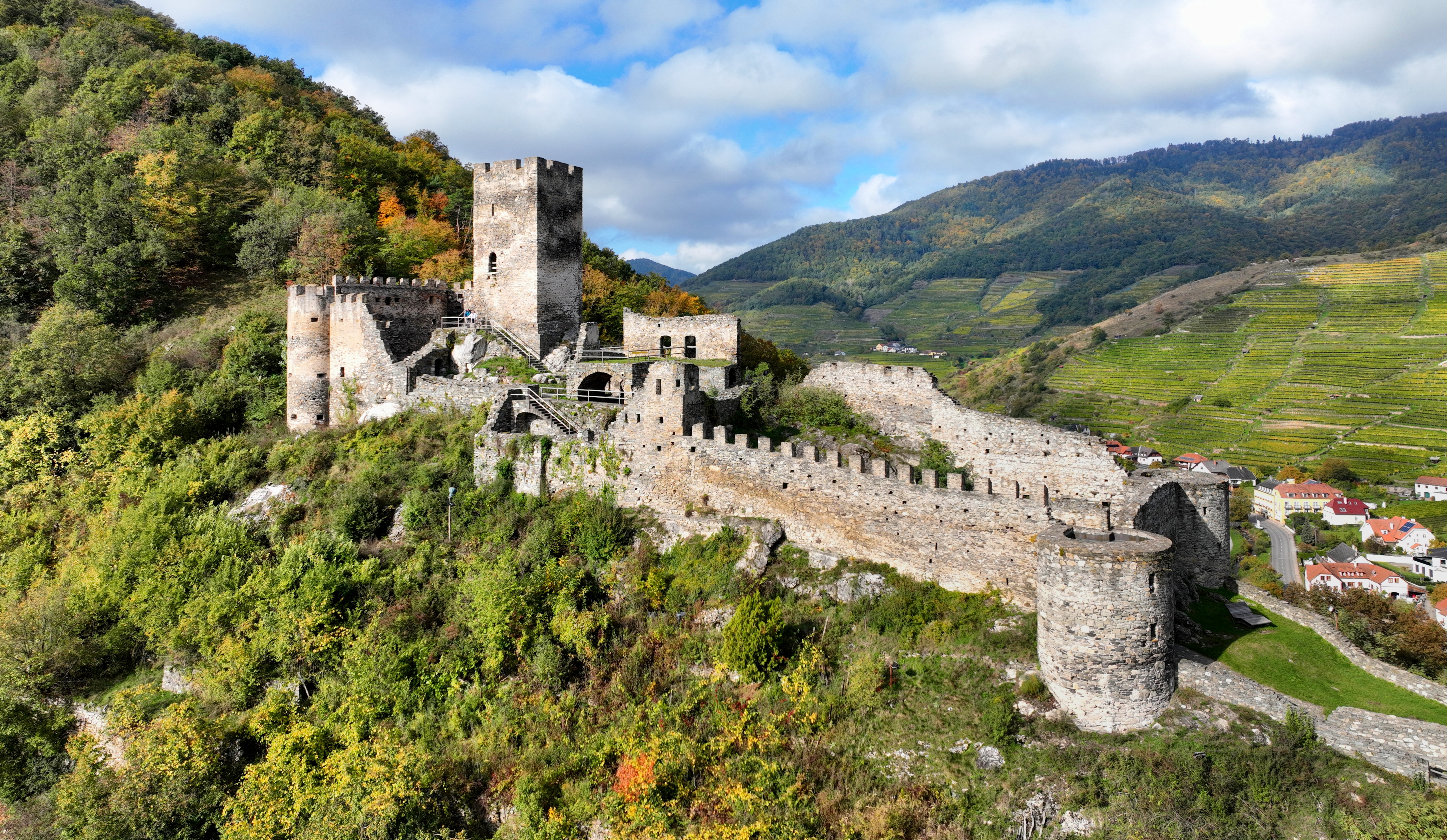
Ruine Hinterhaus

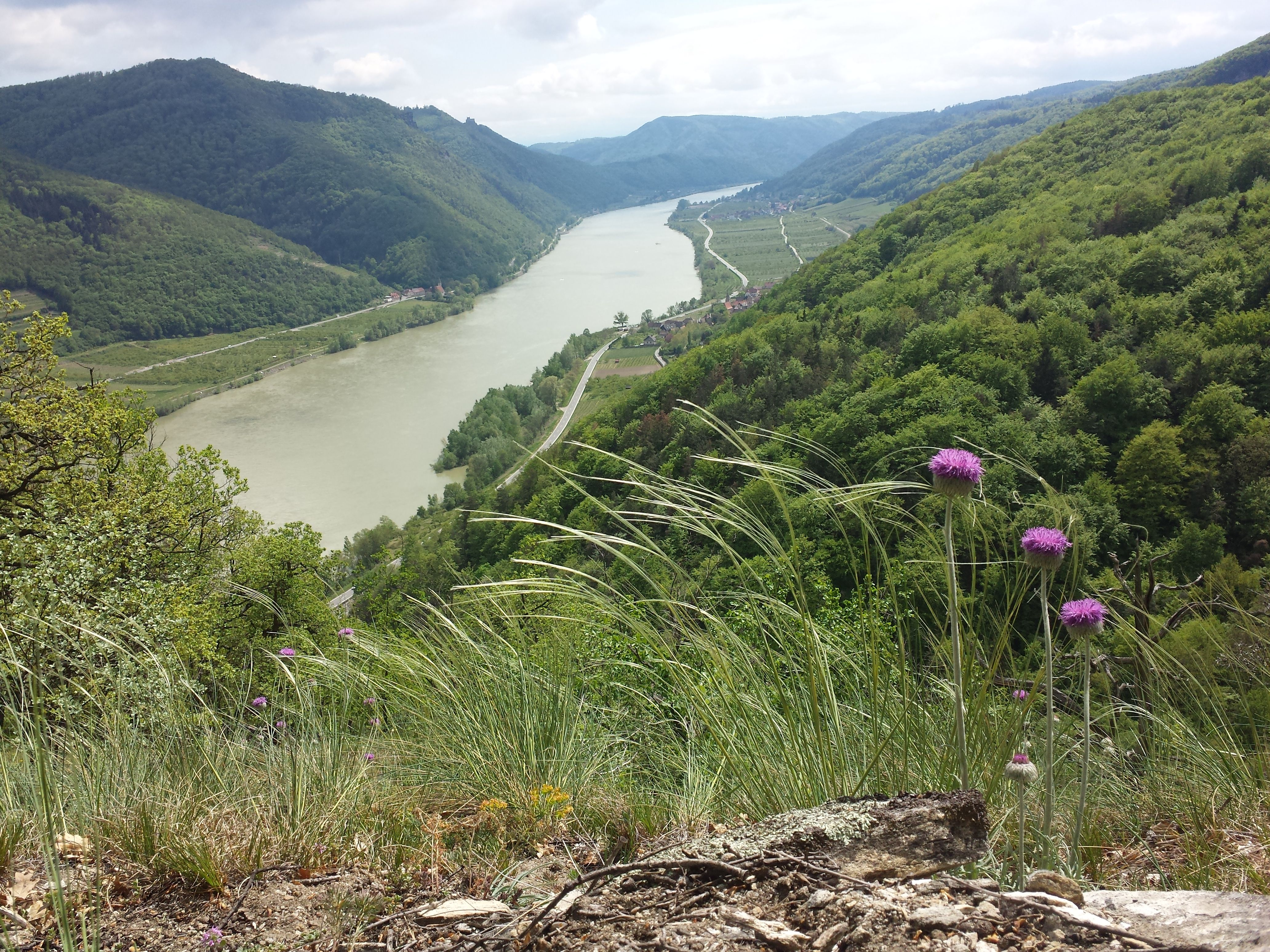
Natur: Trockenrasen am Hausberg bei Spitz

- Spätgotische Pfarrkirche hl. Mauritius und Pfarrhof nördlich der Kirche mit mittelalterlicher Umfassungsmauer
- Ruine Hinterhaus
- Schloss Niederhaus (sogenanntes Unteres Schloss)
- Erlahof
- Schifffahrtsmuseum Spitz: Dieses Museum bietet vielfältige Einblicke in Technik und Geschichte der historischen Donauschifffahrt.[8]
- Rotes Tor

## Wirtschaft und Infrastruktur
Nichtlandwirtschaftliche Arbeitsstätten gab es im Jahr 2001 99, land- und forstwirtschaftliche Betriebe nach der Erhebung 1999 160. Die Zahl der Erwerbstätigen am Wohnort betrug nach der Volkszählung 2001 760. Die Erwerbsquote lag 2001 bei 45,05 Prozent.
Durch die Bahnhöfe Spitz an der Donau und Schwallenbach ist die Marktgemeinde an die Donauuferbahn angeschlossen.
Seit 1970 führen der Nord-Süd-Weitwanderweg und seit den 80er Jahren des 20. Jahrhunderts der Donauradweg durch den Ort.
Die Straßenverbindung durch die Wachau nach Krems einerseits sowie nach Emmersdorf und (über die Donaubrücke) Melk andererseits stellt die Landesstraße B3 Donau Straße her. Von dieser zweigt in Spitz die Landesstraße B217 Ottenschlager Straße ab und führt durch den Spitzer Graben ins Waldviertel nach Ottenschlag. Die Rollfähre Spitz–Arnsdorf verbindet das Straßennetz mit dem rechten Donauufer und der dort verlaufenden Landesstraße B33 Aggsteiner Straße.
In Spitz befindet sich eine Anlegestelle der Donauschifffahrt.

## Politik

### Bürgermeister
Bürgermeister der Marktgemeinde ist Andreas Nunzer (ÖVP).
Vor Andreas Nunzer war Hannes Hirtzberger Bürgermeister. Auf ihn wurde Anfang Februar 2008 ein Giftanschlag mittels eines mit Strychnin präparierten Mon Chéris verübt, er wurde bis zum 18. März 2008 im Krankenhaus Krems in künstlichem Tiefschlaf gehalten. Die Folgeschäden der Vergiftung machten es ihm unmöglich, sein Amt selbst auszuüben.
Ehemalige Bürgermeister:
- 1850–1853 Johann Köppel
- 1853–1867 Johann Moser
- 1867–1870 Johann Heitzenberger
- 1870–1873 Karl Badstuber
- 1873–1879 Josef Langwieser
- 1879–1881 Josef Hönig
- 1881–1882 Leopold Niernsee
- 1882–1888 Karl Prankl
- 1888–1891 Karl Jedek
- 1891–1896 Karl Prankl
- 1896–1919 Karl Jedek
- 1919–1938 Rudolf Jedek
- 1938–1939 Julius Fuchs
- 1939–1945 Josef Helwig

- 1945–1965 Franz Schöberl, Weinhauer, Ökonomierat und Abgeordneter zum NÖ Landtag
- 1965–1983 Franz Hirtzberger, Weinhauer
- 1983–2000 Walter Nunzer, Lehrer
- 2000–2010 Hannes Hirtzberger, Rechtsanwalt
- ab 2010 Andreas Nunzer, Jurist

### Gemeinderat
Im Marktgemeinderat gibt es insgesamt 19 Sitze. Seit der Gemeinderatswahl am 26. Jänner 2025 gilt folgende Mandatsverteilung:
- Wir für Spitz Volkspartei (ÖVP): 13
- SPÖ: 6

### Gemeindepartnerschaften
- Taufkirchen an der Pram
- Vilshofen an der Donau

Neben diesen beiden Partnergemeinden unterhält Spitz freundschaftliche Beziehungen zur Gemeinde Niederalteich in Niederbayern.

### Wappen
Das Wappen des Marktes Spitz erinnert noch heute an die Zeit der bayrischen Herrschaft (bis 1504), denn es zeigt die bayrischen Rauten in der oberen Hälfte seines Schildes.
Beschreibung: Der Schild ist schräg rechts geteilt, im oberen Teil blau-weiße Rauten, im unteren Teil eine weiße Spitze auf rotem Grund.

## Öffentliche Einrichtungen
In der Gemeinde gibt es eine Volksschule und eine Neue Mittelschule.

## Persönlichkeiten

### Ehrenbürger
- Franz Schöberl (1895–1977), Bürgermeister von Spitz 1945–1965
- Erich Schöner (1901–1979), Lehrer und Ortschronist
- Johann Schindl († 1988), Pfarrer von Spitz
- 2001: Walter Nunzer († 2019), Bürgermeister von Spitz 1983–2000
- 2004: Josef Gugler (1941–2019), Pfarrer von Spitz 1979–2017
- 2007: Franz Hirtzberger († 2007), Bürgermeister von Spitz 1965–1983
- 2010: Hannes Hirtzberger, Bürgermeister von Spitz 2000–2010
- 2020: Franz Machhörndl[13]
- 2025: Franz Hirtzberger (* 1950), Winzer in Spitz an der Donau[14]

### Söhne und Töchter der Gemeinde
- Karl Jedek (1853–1940), Politiker (CSP), Gastwirt und Holzhändler
- Karl Mühlberger (1857–1944), Komponist des Kaiserjägermarsches
- Franz Schöberl (1895–1977), Politiker (ÖVP) und Weinhauer
- Josef Jahrmann (* 1947), Politiker (SPÖ) und Landtagsabgeordneter

### Mit der Gemeinde verbundene Persönlichkeiten
- Ingrid Burkhard (* 1931), Schauspielerin
- Josef Kinzel (1852–1925), Landschafts- und Genremaler
- Rudolf Zarboch (1878–1960), Schuldirektor, Vizebürgermeister und Politiker (GdP, NWB)

## Sonstiges
Joseph Kyselak beschreibt Spitz in seinen 1829 veröffentlichten Skizzen einer Fußreise durch Oesterreich, Steiermark, Kärnthen, Berchtesgaden, Tirol und Baiern nach Wien – nebst einer romantisch pittoresken Darstellung mehrerer Ritterburgen und ihrer Volkssagen, Gebirgsgegenden und Eisglätscher auf dieser Wanderung, unternommen im Jahre 1825 von Joseph Kyselak, und führt folgendes an (Band 2, S. 261):

„Da mitten im Spitz wächst immer mehr Wein,
Als d’Reben den fett’sten Gemeinden verleih’n.
Dieses stolze Bekenntniß soll fortwährend auf dem Hause des reichsten Weinbauers aufgeschrieben gewesen seyn, bis 1805 die eingerückten Franzosen diese Prahlerei gehörig beherzigten, und jetzt Niemand mehr wagt, mit seinen Vorräthen bei Fremden oder Einheimischen sich zu brüsten.“

Im Jahre 1947 wurde der Film Der Hofrat Geiger mit Paul Hörbiger und Hans Moser unter anderem in Spitz gedreht.